# 2597 Arthur
2597 Arthur eller 1980 PN är en asteroid i huvudbältet som upptäcktes den 8 augusti 1980 av den amerikanske astronomen Edward L.G. Bowell vid Anderson Mesa Station. Den är uppkallad efter den fiktiva britten Kung Artur.
Asteroiden har en diameter på ungefär 10 kilometer.